# Józef Nowicki (polityk)
Józef Zygmunt Nowicki (ur. 14 sierpnia 1944 w Wieprzycach) – polski ekonomista, polityk, w latach 1967–1990 członek i działacz Polskiej Zjednoczonej Partii Robotniczej, następnie Socjaldemokracji Rzeczypospolitej Polskiej i Sojuszu Lewicy Demokratycznej, poseł na Sejm II, III i IV kadencji, od 2010 do 2018 prezydent Konina.

## Życiorys
Ukończył w 1981 studia na wydziale ekonomiki pracy Wyższej Szkoły Ruchu Zawodowego w Moskwie. Został też absolwentem szkoły Państwowej Inspekcji Pracy we Wrocławiu z uprawnieniami inspektora pracy. W latach 1960–1974 działał w Związku Młodzieży Socjalistycznej. Od 1965 do 1968 przewodniczył radzie powiatowej i wchodził w skład zarządu wojewódzkiego ZMS. Od 1967 do rozwiązania należał do Polskiej Zjednoczonej Partii Robotniczej. Był m.in. kierownikiem jednego z wydziałów Komitetu Wojewódzkiego PZPR w Koninie. W latach 90. kierował prywatną spółką, sprawował też mandat radnego Konina.
Od 1993 do 2005 pełnił funkcję posła na Sejm II, III i IV kadencji z okręgów konińskich: nr 19 i nr 37 wybranego z listy Sojuszu Lewicy Demokratycznej. W SLD do 2007 był m.in. przewodniczącym i wiceprzewodniczącym regionalnych struktur tego ugrupowania w województwie wielkopolskim. Po porażce w wyborach parlamentarnych w 2005 podjął pracę w prywatnej spółce. W 2010 został kandydatem SLD na radnego i prezydenta miasta Konina, 5 grudnia tego samego roku zwyciężył w drugiej turze wyborów, otrzymując ponad 53% głosów. W 2014 został wybrany na kolejną kadencję (z ramienia SLD Lewica Razem, z poparciem także PSL) z wynikiem ponad 52% głosów w drugiej turze. W listopadzie 2015 odszedł z SLD. W wyborach w 2018 nie uzyskał reelekcji (ponownie startując z ramienia SLD LR, przy poparciu również PSL), przegrywając w pierwszej turze głosowania.
Autor powieści Garbate szczęście (2021).